# Cupuladria canariensis
Cupuladria canariensis is een mosdiertjessoort uit de familie van de Cupuladriidae. De wetenschappelijke naam van de soort is, als Membranipora canariensis, voor het eerst geldig gepubliceerd in 1859 door Busk.